# Nguyễn Ngọc Thái
Nguyễn Ngọc Thái (1952 – 21 tháng 10 năm 2009) là Phó giáo sư, Tiến sĩ, Thiếu tướng Công an nhân dân Việt Nam. Ông từng giữ chức vụ Giám đốc Học viện An ninh nhân dân.

## Tiểu sử
Nguyễn Ngọc Thái là đảng viên Đảng Cộng sản Việt Nam.
Ông trải qua gần 40 năm học tập, công tác tại Học viện An ninh nhân dân.
Ông tốt nghiệp khóa D2 Đại học An ninh nhân dân (nay là Học viện An ninh nhân dân).
Nguyễn Ngọc Thái từng đảm nhiệm chức vụ Phó Giám đốc Học viện An ninh nhân dân trong 10 năm và chức vụ Giám đốc Học viện An ninh nhân dân trong hai năm.
Ngày 4 tháng 6 năm 2008, Đại tá Nguyễn Ngọc Thái, Giám đốc Học viện An ninh nhân dân được Thủ tướng Chính phủ Việt Nam thăng quân hàm Thiếu tướng Công an nhân dân Việt Nam.
Ông là Bí thư Đảng ủy Đảng Cộng sản Việt Nam tại Học viện An ninh nhân dân.
Sau đó hơn một năm vào tháng 10 năm 2009, ông qua đời vì bệnh nặng.